# Tetrafluorhydrazin
Tetrafluorhydrazin je anorganická sloučenina s chemickým vzorcem N2F4, která patří mezi fluoridy dusíku. Je to bezbarvý, nehořlavý reaktivní plyn, fluorovaný analog hydrazinu.

## Příprava
Tetrafluorhydrazin lze připravit redukcí fluoridu dusitého. Fluorid dusitý reaguje s kovem za zvýšené teploty, například s mědí nebo železem, které se oxiduje na odpovídající fluorid:
2 NF3 + 2 M → N2F4 + 2 MF

## Vlastnosti
Tetrafluorhydrazin je při pokojové teplotě bezbarvý plyn, který kondenzuje při −73 °C a tuhne při −164,5 °C.
V rovnováze jsou přítomny dva konformery, gauche (C2) a trans forma (C2h). Stejně jako u hydrazinu je trans forma energeticky výhodnější – v tomto případě přibližně o 2 kJ·mol−1. Bariéra mezi oběma konformacemi je 12,5 kJ·mol−1:
Délka vazby N-N je 148 pm a vazby N-F je 139 pm. Tetrafluorhydrazin je velmi reaktivní a silné fluorační a oxidační činidlo.
Tetrafluorhydrazin je v rovnováze se svým monomerem fluoridem dusnatým:
N2F4 ⇌ 2 •NF2
Při pokojové teplotě je tetrafluorhydrazin disociován z 0,7 % do formy fluoridu dusnatého při tlaku 5 mmHg (670 Pa). Při nárůstu teploty na 225 °C již převažuje fluorid dusnatý z 99 %.
Energie potřebná k rozbití vazby N-N v tetrafluorhydrazinu je 20,8 kcal/mol (87 kJ/mol) se změnou entropie 38,6 eu. Pro porovnání v dimeru oxidu dusičitého je potřeba pro rozbití vazby N-N 14,6 kcal/mol (61 kJ/mol), v dimeru oxidu dusnatého to je 10,2 kcal/mol (43 kJ/mol) a v hydrazinu to je 60 kcal/mol (250 kJ/mol). Standardní slučovací entalpie tetrafluorhydrazinu je 8,227 kcal/mol (34,421 kJ/mol).

## Využití
Tetrafluorhydrazin je využíván při některých syntézách jako prekurzor nebo katalyzátor. V roce 1959 se uvažovalo o jeho využití jako vysokoenergetického kapalného okysličovadla v některých raketových palivech. Tetrafluorhydrazin se používá také v organické syntéze jako oxidační činidlo pro raketová paliva.
Tetrafluorhydrazin se využívá také při přípravě nitridu lithného:
10 Li + N2F4 → 4 LiF + 2 Li3N

## Bezpečnost
Tetrafluorhydrazin je vysoce nebezpečná látka, která exploduje v přítomnosti organických materiálů.
Je to toxická látka, která dráždí kůži, oči a plíce. Jde také o neurotoxin, který může způsobit methemoglobinémii. Smrtelné může být vdechnutí nebo absorpce tetrafluorhydrazinu kůží. Páry mohou být dráždivé a žíravé. Kontakt s touto látkou může způsobit popáleniny a vážná zranění. Při požáru tetrafluorhydrazinu vznikají dráždivé, žíravé a toxické plyny. Páry ze zkapalněného plynu jsou zpočátku těžší něž vzduch a šíří se po zemi.
Tetrafluorhydrazin exploduje a nebo se vznítí při kontaktu s redukčními činidly při pokojové teplotě, včetně vodíku, uhlovodíků, alkoholů, thiolů, aminů, amoniaku, hydrazinů, dikyanu, nitroalkanů, alkylberylnatých sloučenin, silanů, boranů a práškových kovů. Dlouhodobé vystavení nádoby s tetrafluorhydrazinem teplu může způsobit jeho prudké roztržení a explozi. Tetrafluorhydrazin může explodovat sám při vysokých teplotách nebo nárazem, když je pod tlakem. Při zahřátí a rozkladu na vzduchu tvoří silně toxické výpary fluoru a oxidy dusíku.
Je znám případ úmrtí, kdy během otevírání ventilů pro kontrolu tlaku došlo k výbuchu, který zabi jednoho muže a dalšího zranil.